# Petr Šabach
Petr Šabach (23. srpna 1951 Praha – 16. září 2017 Praha ) byl český spisovatel, scenárista, redaktor a městský zastupitel, známý především svými humoristickými romány a povídkami. Jeho jméno nese Šabachův park v Praze 6 - Dejvicích.

## Život
Jeho otec byl voják z povolání. Šabach od roku 1966 studoval Střední knihovnickou školu (SKŠ), po 1. ročníku ale přestoupil na gymnázium, z něhož byl v roce 1969 vyloučen, externě přijat zpět na SKŠ, kde v roce 1974 odmaturoval. Následovalo dálkové studium kulturologie na Filozofické fakultě UK (obor absolvoval 1979 diplomovou prací Specifika rodiny v předávání kulturních hodnot).
Od roku 1974, do doby, kdy odešel na volnou nohu, vystřídal různá povolání (noční hlídač, metodik kulturního domu v Domě u Kamenného zvonu aj.). Po roce 2000 vyučoval tvůrčí psaní na Literární akademii (Soukromá vysoká škola Josefa Škvoreckého v Praze). Petr Šabach byl členem neformálního hospodského společenství Zlatá Praha.
Zemřel po krátké, těžké nemoci.

## Dílo
Od roku 1975 časopisecky publikoval povídky (výjimečně i publicistiku, a to v těchto periodikách: Mladá fronta, Práce, Tvorba, Kmen, Kulturní rozvoj aj.). Jeho stěžejní formou se však záhy stala novela, a to často podávaná jako sled dílčích příběhů; text přitom vychází z anekdoty či hospodského vyprávění, propojení jednotlivých dějových sekvencí může být velmi volné (Opilé banány). Šabachovu tvorbu charakterizuje výrazná autobiografičnost. Tematika evokující společenskou i politickou situaci 50. let spolu se zaujetím každodenní realitou a periferností je typická pro Šabachovu prvotinu Jak potopit Austrálii (1986) i pro knihy následující (Hovno hoří, 1994, Babičky, 1998, aj.). Přechod od rámcující kompozice k celistvějšímu tvaru a od anekdotického vyprávění k vážněji postavenému problému představuje Zvláštní problém Františka S. (1996). Podle novely Šakalí léta vznikl 1993 filmový muzikál Šakalí léta, který režíroval Jan Hřebejk, stejně jako další filmové adaptace na motivy Šabachových knih: Pelíšky (1999), Pupendo (2003) a U mě dobrý (2008). Ondřej Trojan režíroval podle scénáře Petra Jarchovského na motivy Šabachovy stejnojmenné povídky film Občanský průkaz (2010).
Vydavatelem knih Petra Šabacha je nakladatelství Paseka.

## Publikace
- Jak potopit Austrálii (1986)
- Hovno hoří (1994)
- Zvláštní problém Františka S. (1996)
- Putování mořského koně (1998)
- Babičky (1998)
- Opilé banány (2001)
- Čtyři muži na vodě (2003)
- Ramon (2004)
- Občanský průkaz (2006)
- Tři vánoční povídky (2007)
- Škoda lásky (2009)
- S jedním uchem naveselo (2011)
- Máslem dolů (2012)
- Rotschildova flaška (2014), jako audiokniha vyšla v roce 2015, Audiotéka
- A nakonec Vánoce (2015)

## Ocenění
- Cena Karla Čapka – cena PEN klubu, předaná 7. ledna 2016